# Arthur Schnabel
Arthur Schnabel (16 de septiembre de 1948-22 de octubre de 2018) fue un deportista alemán que compitió para la RFA en judo.
Participó en dos Juegos Olímpicos de Verano en los años 1976 y 1984, obteniendo una medalla de bronce en la edición de Los Ángeles 1984 en la categoría abierta. Ganó cuatro medallas de bronce en el Campeonato Europeo de Judo entre los años 1976 y 1982.

## Palmarés internacional
| Juegos Olímpicos   | Juegos Olímpicos             | Juegos Olímpicos  | Juegos Olímpicos |
| Año                | Lugar                        | Medalla           | Categoría        |
| ------------------ | ---------------------------- | ----------------- | ---------------- |
| 1984               | Los Ángeles (Estados Unidos) | Medalla de bronce | Abierta          |
| Campeonato Europeo |                              |                   |                  |
| Año                | Lugar                        | Medalla           | Categoría        |
| 1976               | Kiev (URSS)                  | Medalla de bronce | –93 kg           |
| 1977               | Ludwigshafen (RFA)           | Medalla de bronce | –95 kg           |
| 1981               | Debrecen (Hungría)           | Medalla de bronce | Abierta          |
| 1982               | Rostock (RDA)                | Medalla de bronce | Abierta          |